# Хандрос Борис Наумович
Борис Наумович Хандрос (25 грудня 1923, село Озаринці, нині Могилів-Подільського району Вінницької області — 2006) — український кінодраматург. Заслужений працівник культури України (2004).

## Біографія
Народився 25 грудня 1923 р. у с. Озаринці Вінницької обл. в родині вчителя. Учасник Великої Вітчизняної війни. Закінчив Київський державний університет ім. Т. Г. Шевченка (1950).
У роки Голодомору захворів на шигельоз (тоді називали дизентерією), вижив завдяки «делікатесам» матері — «млинцям» із макухи, затирухи, заправленим кропивою. В їжу вживали акацію, кропиву, а з березня 1933-го рятували шкільні пайки батьків.
Під час Другої світової добровольцем вступив до Червоної армії, потім потрапив в гетто та концтабір «Печора» у Брацлаві на Поділлі, був важко поранений, знову воював, зустрічав союзників на Ельбі. Після закінчення Київського університету вчителював на білоруському Поліссі.
Борис Хандрос — автор сценаріїв декількох документальних і науково-популярних фільмів про Голодомор, а також книги «Смертні листи». Ця книга — це сотні листів, написаних у 1932 році та адресованих партійному керівництву. У них — нерозуміння того, що відбувається, бажання виправити ситуацію, донести правду, описи катастрофи, яка наближалася. Листів із 1933 року фактично немає, майже всі вони були знищені режимом, який хотів приховати злочин.
«Я на власному досвіді не раз переконувався, з якими труднощами правда про Голодомор пробивала собі дорогу крізь товщу часу, лукавого замовчення і підступних міфів, щоб відтепер назавжди залишитися пам'ятником по загублених і нагадуванням, пересторогою для живих».

## Творчість
Автор сценаріїв документальних та науково-популярних стрічок:

- «З маршруту не повернулися» (1975, у співавт.)
- «Уроки на завтра» (1976)
- «С Лениным в сердце» (1976, співавт.)
- «Світло попереду» (1979)
- «Міна-22» (1979, у співавт.)
- «Марія з Малої Землі» (1980)
- «Школа радості» (1980)
- «Коханню вірна», «Мати» (1984)
- «Разом з Макаренком» (1987, у співавт.)
- «Біль і крик» (1987, у співавт.)
- «Я літаю на власних крилах» (1988)
- «Мертві листи» (1991)
- «Історія одного млина» (1993)
- кінодилогія «Михайлова гора» (1993, фільми: «Я жадаю, жадаю весни», «Марія»)
- «Млин» (2002)

Автор книг:

- «Всматриваясь в лица» (К., 1980, 1990)
- «Новеллы о подвиге» (М., 1983)
- «Смертні листи» (К., 1993)
- «Местечко, которого нет» (К., 2001, 2002)
- багатьох статей у наукових і періодичних виданнях.

Член Національних спілок кінематографістів і журналістів України.